# Lisa Halliday
Lisa Halliday (nacida el 12 de julio de 1976) es una autora estadounidense. Halliday ha escrito varios libros, principalmente novelas. Su libro más popular es Asimetría, ganadora del Premio Whiting en 2017.

## Reseñas
Sobre el libro de Halliday Asimetría, Alice Gregory del New York Times Book Review escribió: "La novela de Halliday es tan extraña y sorprendentemente inteligente que su mera existencia parece un comentario sobre el estado de la ficción". También hubo críticas positivas de Karen Heller del Washington Post  y Parul Sehgal del New York Times. 

## Obras
- Halliday, Lisa (2018). Asymmetry. New York. ISBN 978-1-5011-6676-1. OCLC 989963024.